# Ließem (Eifel)
Ließem település Németországban, Rajna-vidék-Pfalz tartományban. Lakosainak száma 81 fő (2023. december 31.). Ließem Niederweiler és Oberweiler községekkel határos.

## Népesség
A település népességének változása:
| Lakosok száma | 81   | 78   | 72   | 75   | 75   | 81   |
|               | 1975 | 2017 | 2019 | 2021 | 2022 | 2023 |